# Lindackerieae
Lindackerieae es una tribu de plantas fanerógamas perteneciente a la familia de las achariáceas. Tiene los siguientes géneros.

## Géneros
- Caloncoba,
- Camptostylus,
- Carpotroche,
- Grandidiera,
- Lindackeria